# La Ligne de feu (film, 2020)
Pour plus de détails, voir Fiche technique et Distribution.
La Ligne de feu (Подольские курсанты, Podolskiye kursanty) est un film russe réalisé par Vadim Chmeliov, sorti en 2020,.

## Synopsis
L’histoire est construite autour de l’exploit des cadets de Podolsk, qui ont contribué à stopper l’avancée des troupes allemandes sur Moscou en octobre 1941.

## Fiche technique
- Photographie : Andreï Gourkin
- Musique : Youri Poteienko
- Décors : Konstantin Pakhotin, Sergeï Stroutchev
- Montage : Maria Sergeienkova, Ekaterina Govseieva